# Onitis niger
Onitis niger là một loài bọ cánh cứng trong họ Bọ hung (Scarabaeidae).